# Майна золоточуба
Майна золоточуба (Ampeliceps coronatus) — вид горобцеподібних птахів родини шпакових (Sturnidae). Мешкає в Південно-Східній Азії. Це єдиний представник монотипового роду Золоточуба майна (Ampeliceps).

## Поширення і екологія
Золоточубі майни поширені в Індії, Китаї, М'янмі, Таїланді, Лаосі, В'єтнамі та Камбоджі. Були інтродуковані на островах Британської Території в Індійському Океані. Вони живуть у вологих рівнинних тропічних лісах.